# Восьмая поправка к Конституции Ирландии
Восьмая поправка к Конституции Ирландии (англ. Eighth Amendment of the Constitution of Ireland) — поправка к Конституции Ирландии, принятая по результатам референдума 7 сентября 1983 года (поправка была внесена в закон 7 октября того же года), закрепившая запрет на совершение абортов.
Референдум проходил с 9 утра до 9 вечера.
Текст поправки в новую статью 40.3.3:

Государство признаёт право на жизнь нерождённого, и, надлежащим образом принимая во внимание равное право на жизнь его матери, гарантирует в своих законах уважение этого права, и, насколько это возможно, законодательно защищает и отстаивает это право.
Оригинальный текст (англ.)The State acknowledges the right to life of the unborn and, with due regard to the equal right to life of the mother, guarantees in its laws to respect, and, as far as practicable, by its laws to defend and vindicate that right

25 мая 2018 года на референдуме со сравнимым процентом поддержавших прошла отмена конституционного запрета на аборты, и восьмая поправка к Конституции Ирландии была отменена 18 сентября 2018 года.

## Результаты голосования на референдуме
| Восьмая поправка в Конституцию Ирландии | Восьмая поправка в Конституцию Ирландии | Восьмая поправка в Конституцию Ирландии |
| За или против                           | Голосов                                 | Процент                                 |
| --------------------------------------- | --------------------------------------- | --------------------------------------- |
| За                                      | 841 233                                 | 66,90%                                  |
| Против                                  | 416 136                                 | 33,10%                                  |
| Действительные голоса                   | 1 257 369                               | 99,32%                                  |
| Чистые или бракованные бланки           | 8 625                                   | 0,68%                                   |
| Всего голосов                           | 1 265 994                               | 100,00%                                 |
| Явка                                    | 53,67%                                  | 53,67%                                  |
| Число избирателей                       | 2 358 651                               | 2 358 651                               |

## Социальные предпосылки и последствия
Референдум и поправка в Конституцию были результатом кампании против абортов начала 1980-х годов, развернувшейся после замечания Верховного суда США о том, что Верховный суд Ирландии мог бы признать закон об абортах противоречащим Конституции Ирландии; изначально закон об абортах был принят в рамках социальной политики, на которую сильно влияли идеи католической церкви.
В Ирландии остались разрешены аборты в случае, если жизни матери угрожает рак матки или внематочная беременность.
Однако проблема абортов в Ирландии не была решена этой поправкой: в 1992 году имело место знаменитое судебное дело, в рамках которого генеральный прокурор Ирландии запретил изнасилованной четырнадцатилетней девочке отправиться в Великобританию для совершения аборта. Запрет вызвал возмущение; премьер-министр Альберт Рейнольдс отправил запрос в Верховный суд, который постановил, что жизнь девочки находится в опасности, так как она обещала покончить с собой в случае отказа. Данное дело вызвало, кроме того, обсуждение, не нарушают ли судебные приставы Ирландии гарантированное Римским договором право граждан Евросоюза на свободное перемещение по странам Содружества.
Количество женщин, делающих аборты в Великобритании и указывающих ирландские домашние адреса, упало с 6 600 в 2001 году до 4 400 в 2009 году.